# Valentine Cameron Prinsep
Valentine Cameron Prinsep, dit Val Princep, né le 14 février 1838 à Calcutta et mort le 4 novembre 1904 à Londres est un peintre et écrivain britannique.
Il est associé à la confrérie préraphaélite.

## Biographie
Valentine Cameron Prinsep est élu membre de la Royal Academy de Londres le 28 mai 1894.
Il est également l'auteur de deux pièces de théâtre : Cousin Dick et Monsieur le Duc, deux romans, et d'Imperial India : an Artists Journal (1879).

Œuvres de Valentine Cameron Prinsep
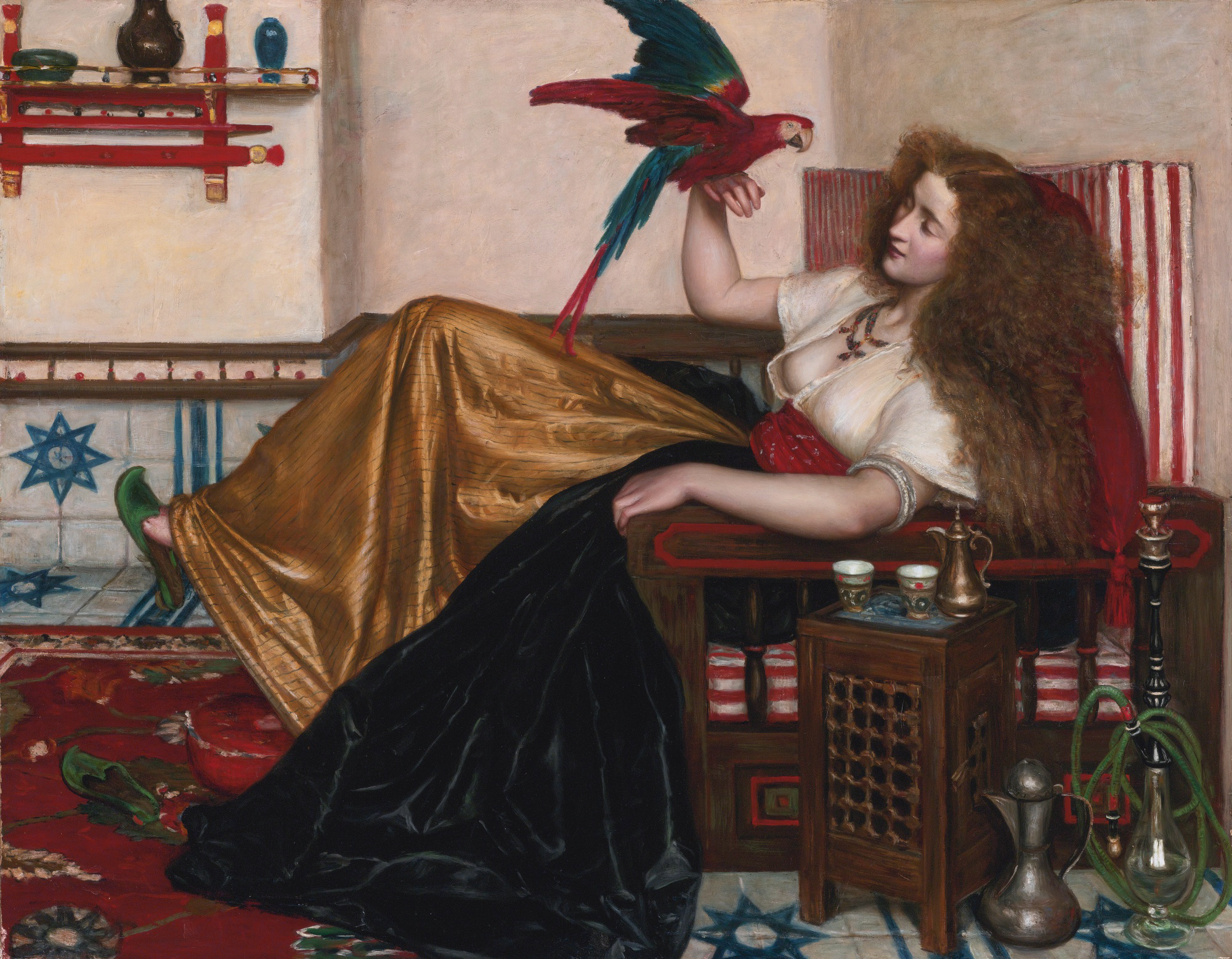
The Lady of the Tooti-Nameh or The Legend of the Parrot, 1865, localisation inconnue.
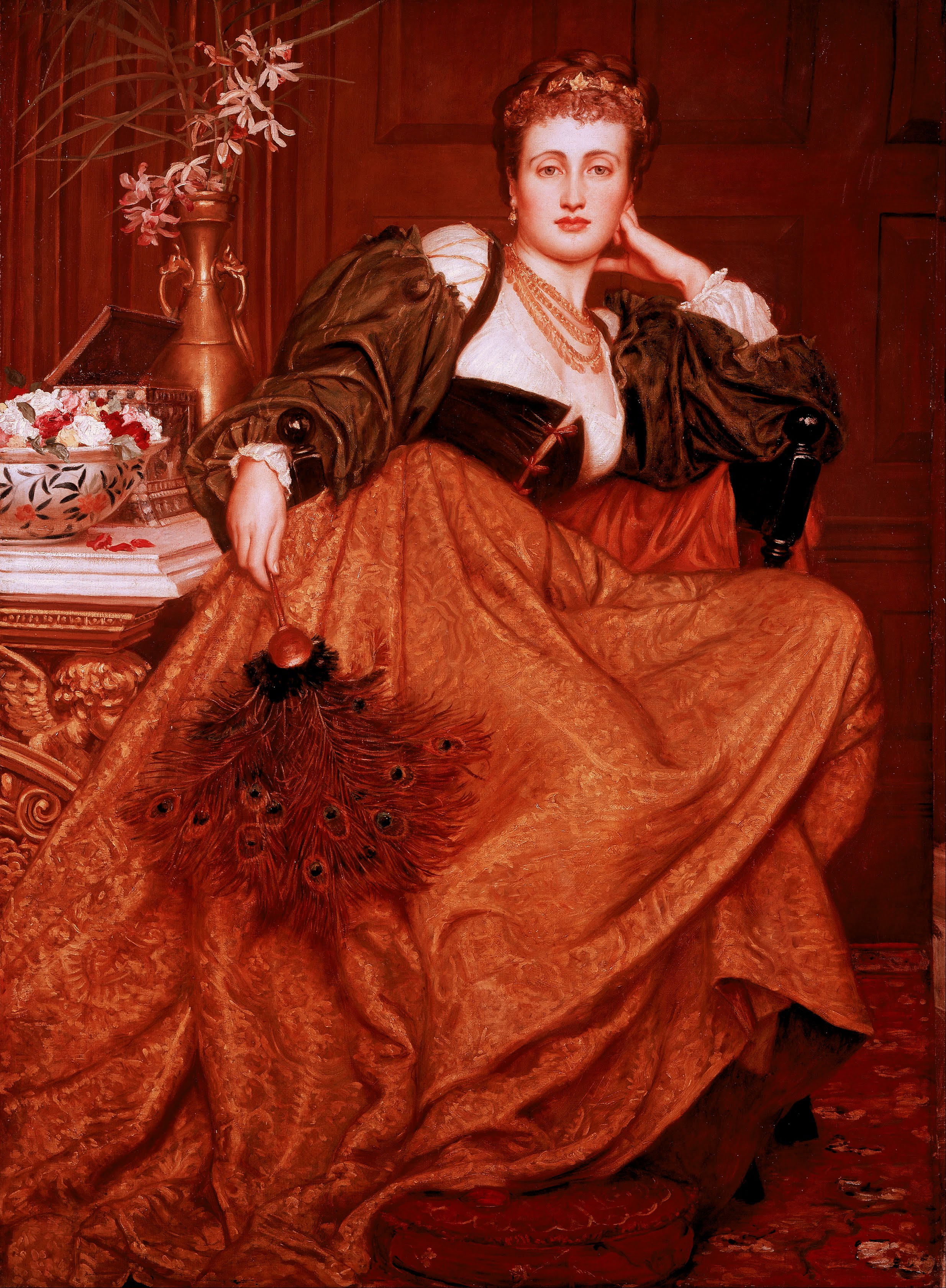
Leonora of Mantua, 1873, Liverpool, Walker Art Gallery.
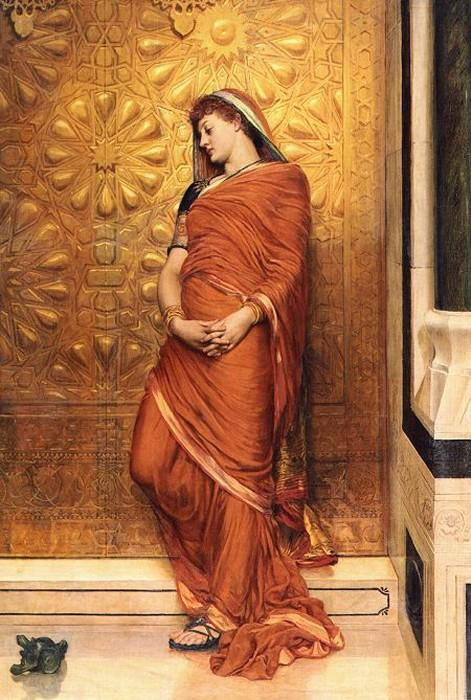
À la Porte d'Or, vers 1882, Manchester City Art Galleries.
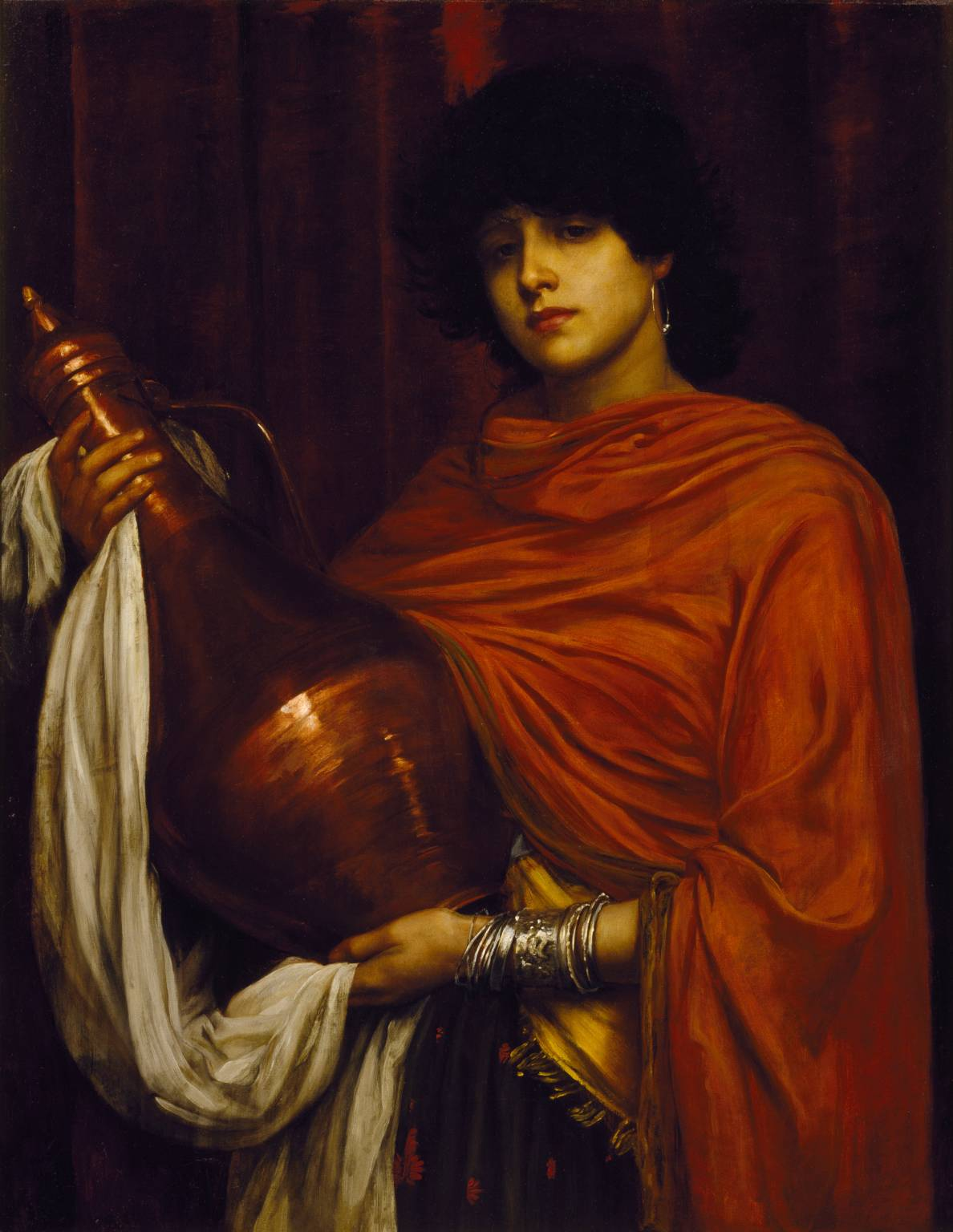
Ayesha, 1887, Londres, National Gallery.
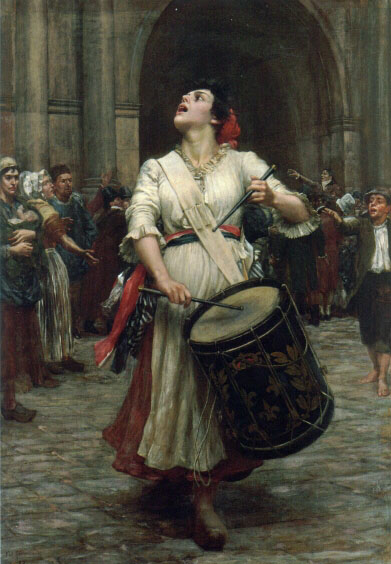
La Révolution, 1896, Londres, Royal Academy of Arts.
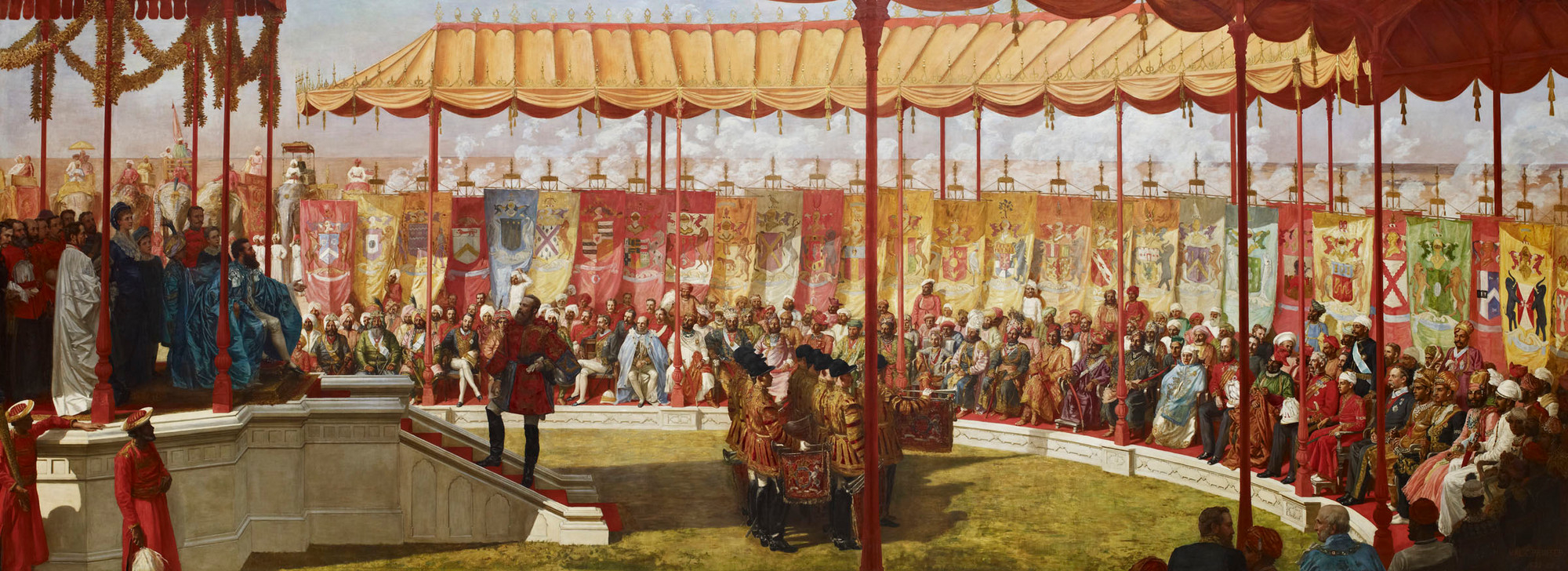
The Imperial Assemblage held at Delhi, 1 January 1877, 1880, Royal Collection.

## Source
- (en) Cet article est partiellement ou en totalité issu de l’article de Wikipédia en anglais intitulé « Valentine Cameron Prinsep » (voir la liste des auteurs).